# Domléger-Longvillers
Domléger-Longvillers település Franciaországban, Somme megyében. Lakosainak száma 292 fő (2022. január 1.). Domléger-Longvillers Agenville, Beaumetz, Bernâtre, Conteville, Cramont, Mesnil-Domqueur és Prouville községekkel határos.

## Népesség
A település népességének változása:
| Lakosok száma | 281  | 285  | 297  | 302  | 302  | 302  | 303  | 297  | 292  |
|               | 2013 | 2015 | 2016 | 2017 | 2018 | 2019 | 2020 | 2021 | 2022 |